# Galgahévíz megállóhely
Galgahévíz megállóhely egy Pest vármegyei vasútállomás, Galgahévíz községben, a MÁV üzemeltetésében. A központtól jó másfél kilométerre északra, külterületen helyezkedik el, közúti megközelítését a település belsőbb részei felől a 3105-ös útból kiágazó 31 312-es számú mellékút teszi lehetővé.

## Vasútvonalak
A megállóhelyet az alábbi vasútvonalak érintik:
- Budapest–Sátoraljaújhely-vasútvonal

## Kapcsolódó állomások
A megállóhelyhez az alábbi állomások vannak a legközelebb:
- Hévízgyörk megállóhely (Budapest–Sátoraljaújhely-vasútvonal)
- Tura megállóhely (Budapest–Sátoraljaújhely-vasútvonal)

## Forgalom
| Járat | Útvonal | Gyakoriság                                            |
| ----- | --- | ----------------------------------------------------- |
| S80   | Budapest-Keleti – Kőbánya felső – Rákos – Akadémiaújtelep – Rákosliget – Rákoscsaba-Újtelep – Rákoscsaba – Pécel – Isaszeg – Gödöllő-Állami telepek – Gödöllő (– Máriabesnyő – Bag – Aszód – Hévízgyörk – Galgahévíz – Tura – Hatvan – napi 1 tovább Füzesabony felé) | Napi 7 Budapest felé, napi 4 Hatvan felé              |
| Z80   | Budapest-Keleti – Gödöllő – Máriabesnyő – Bag – Aszód – Hévízgyörk – Galgahévíz – Tura – Hatvan | Munkanapokon napi 2 Budapest felé, napi 6 Hatvan felé |
| S80   | Hatvan → Tura → Galgahévíz → Hévízgyörk → Aszód → Bag → Máriabesnyő → Gödöllő | Munkanapokon 3 Gödöllő felé                           |
| S780  | Hatvan – Tura – Galgahévíz – Hévízgyörk – Aszód – Iklad-Domony – Iklad-Domony felső – Galgamácsa – Galgagyörk – Püspökhatvan – Acsa-Erdőkürt – Galgaguta – Nógrádkövesd – Becske alsó – Magyarnándor – Mohora – Szügy – Balassagyarmat                                | Munkanapokon napi 2 pár                               |